# Герои Российской Федерации — С

В настоящем списке представлены в алфавитном порядке Герои Российской Федерации, чьи фамилии начинаются с буквы «С». Список содержит информацию о роде войск (службе, деятельности) Героев на время присвоения звания, дате рождения, месте рождения, дате смерти и месте смерти Героев.
 Серым цветом в таблице выделены Герои, награждённые посмертно. 
| №   | Фото | Фамилия Имя Отчество                | Род войск, служба                              | Годы жизни                           | Место рождения                                                                      | Место гибели (смерти)                                                   |                          |
| --- | ---- | ----------------------------------- | ---------------------------------------------- | ------------------------------------ | ----------------------------------------------------------------------------------- | ----------------------------------------------------------------------- | ------------------------ |
| 1   |      | Савельев, Анатолий Николаевич       | ФСБ                                            | 25 апреля 1946 — 20 декабря 1997     | Москва, РСФСР                                                                       | Москва, Российская Федерация                                            | 22 декабря 1997, № 1368  |
| 2   |      | Савин, Иван Алексеевич              | Пехота                                         | 24 апреля 1953 — 2 января 1995       | с. Архангельское, Ставропольский край, РСФСР                                        | Грозный, Чечня, Российская Федерация                                    | 20 июля 2005, № 839      |
| 3   |      | Савицкая, Валентина Флегонтовна     | авиация                                        | 9 января 1917 — 15 февраля 2000      | Кемерово, Томская губерния, Российская империя                                      | Москва, Российская Федерация                                            | 10 апреля 1995, № 347    |
| 4   |      | Савицкий, Андрей Анатольевич        | Силы специальных операций                      | род. 26 ноября 1964                  | Москва, РСФСР                                                                       |                                                                         | 2016                     |
| 5   |      | Савченко, Александр Романович       | ВВ МВД                                         | 28 августа 1956 — 4 октября 1993     | хут. Камышев, Зимовниковский район, Ростовская область, РСФСР                       | Москва, Российская Федерация                                            | 7 октября 1993, № 1600   |
| 6   |      | Савчук, Вадим Иванович              | Десантные войска                               | род. 28 января 1970                  | пгт. имени Кирова, Дзержинский район, Донецкая область, Украинская ССР              |                                                                         | 9 августа 1995           |
| 7   |      | Сагалевич, Анатолий Михайлович      | Учёный                                         | род. 5 сентября 1938                 | Москва, РСФСР                                                                       |                                                                         | 9 января 2008, № 4       |
| 8   |      | Сайфуллин, Рустам Галиевич          | Инженерные войска                              | род. 3 марта 1983                    | Вагай, Вагайский район, Тюменская область, РСФСР                                    |                                                                         |                          |
| 9   |      | Салимханов, Юрий Адилбегович        | МВД                                            | 5 марта 1965 — 13 августа 1996       | Ленинский район Московская область, РСФСР                                           | Грозный, Чечня, Российская Федерация                                    | 26 января 1998           |
| 10  |      | Сальников, Николай Андреевич        | авиация                                        | 27 декабря 1918 — 14 декабря 2005    | с. Черепаново, Томская губерния, РСФСР                                              | Тверь, Российская Федерация                                             | 22 сентября 1997, № 1053 |
| 11  |      | Саманков, Андрей Васильевич         | спецназ ГРУ                                    | род. 5 июня 1979                     | Брянск, РСФСР                                                                       |                                                                         | 16 июня 2004             |
| 12  |      | Самойлин, Виктор Васильевич         | Артиллерия                                     | 17 сентября 1924 — 11 мая 2011       | пос. Касли, Уральская область, РСФСР                                                | Снежинск, Челябинская область, Российская Федерация                     | 17 марта 1995, № 279     |
| 13  |      | Самойлов, Сергей Вячеславович       | спецназ ГРУ                                    | 11 июля 1976 — 21 февраля 2000       | Вольск, Саратовская область, РСФСР                                                  | у с. Харсеной, Шатойский район, Чечня, Российская Федерация             | 24 июня 2000             |
| 14  |      | Самокутяев, Александр Михайлович    | Лётчик-космонавт                               | род. 13 марта 1970                   | Пенза, Пензенская область, РСФСР                                                    |                                                                         | 25 июня 2012             |
| 15  |      | Саплицкий, Леонид Николаевич        | Сельское хозяйство                             | род. 29 июля 1959                    | д. Морозовичи, Буда-Кошелёвский район, Гомельская область, Белорусская ССР          |                                                                         | 7 октября 2009, № 1125   |
| 16  |      | Сарабеев, Владимир Иванович         | авиация                                        | 22 апреля 1962 — 5 мая 1995          | Рига, Латвийская ССР                                                                | Веденский район, Чечня, Российская Федерация                            | 29 сентября 1995         |
| 17  |      | Сарычев, Игорь Владимирович         | Десантные войска                               | 4 сентября 1976 — 8 сентября 1999    | Кораблино, Рязанская область, РСФСР                                                 | с. Новочуртах, Новолакский район, Дагестан, Российская Федерация        | 12 ноября 1999           |
| 18  |      | Сафин, Алмаз Минигалеевич           | Десантные войска                               | 4 октября 1985 — 14 января 2023      | Раевский, Альшеевский район, Башкирская АССР, РСФСР                                 | Кременная, Украина                                                      |                          |
| 19  |      | Сафин, Дмитрий Анатольевич          | спецназ ГРУ                                    | род. 8 декабря 1972                  | Междуреченск, Кемеровская область, РСФСР                                            |                                                                         | 4 мая 2001               |
| 20  |      | Сафиуллин, Айнур Альбертович        | Пехота                                         |                                      |                                                                                     |                                                                         |                          |
| 21  |      | Сафронов, Анатолий Александрович    | авиация                                        | род. 9 декабря 1959                  | с. Саратовка, Соль-Илецкий район, Оренбургская область, РСФСР                       |                                                                         | 3 ноября 2000            |
| 22  |      | Сахабутдинов, Риф Раисович          | авиация                                        | род. 9 декабря 1955                  | Уфа, Башкирская АССР, РСФСР                                                         |                                                                         | 27 апреля 2001           |
| 23  |      | Свиридов, Виктор Иванович           | Сельское хозяйство                             | 3 сентября 1949 — 10 июня 2009       | с. Новоромановское, Арзгирский район, Ставропольский край, РСФСР                    | Донское, Труновский район, Ставропольский край, Россия                  | 7 ноября 2008, № 1591    |
| 24  |      | Свиридов, Игорь Валентинович        | авиация                                        | 10 марта 1961 — 5 мая 1996           | Липецк, РСФСР                                                                       | Урус-Мартановский район, Чечня, Российская Федерация                    | 13 июня 1996             |
| 25  |      | Севанькаев, Владимир Андреевич      | авиация                                        | 19 июля 1935 — 2 мая 2004            | Осинники, Западно-Сибирский край, РСФСР                                             | Жуковский, Московская область, Российская Федерация                     | 7 сентября 1993, № 1356  |
| 26  |      | Севастьянов, Василий Николаевич     | авиация                                        | род. 29 мая 1969                     |                                                                                     |                                                                         | 7 октября 2022, № 713    |
| 27  |      | Северин, Владимир Гайевич           |                                                | род. 20 ноября 1956                  | Жуковский, Московская область, РСФСР                                                |                                                                         | 21 июня 1996, № 971      |
| 28  |      | Секержитский, Егор Александрович    | Пехота                                         | 18 сентября 1996 — 25 марта 2022     | Чита, Читинская область                                                             | Изюмский район, Харьковская область, Украина                            |                          |
| 29  |      | Селезнёв, Александр Анатольевич     | МВД                                            | 15 июля 1974 — 10 сентября 1999      | с. Туношна, Ярославский район, Ярославская область, РСФСР                           | Карамахи, Буйнакский район, Дагестан, Российская Федерация              | 30 декабря 1999          |
| 30  |      | Селивёрстов, Владимир Вячеславович  | спецназ ГРУ                                    | род. 1 августа 1973                  | с. Станки, Вязниковский район, Владимирская область, РСФСР                          |                                                                         | 25 декабря 2014          |
| 31  |      | Селиверстов, Сергей Александрович   | МВД                                            | род. 28 февраля 1956                 | Москва, РСФСР                                                                       |                                                                         | 7 октября 1993           |
| 32  |      | Сёменко, Павел Николаевич           | Пехота                                         | род. 16 июня 1988                    | с. Гилёв-Лог, Романовский район, Алтайский край, РСФСР                              |                                                                         |                          |
| 33  |      | Семенков, Алексей Иванович          | авиация                                        | 29 марта 1915 — 16 октября 2000      | с. Тесалы, Витебская губерния, Российская империя                                   | Москва, Российская Федерация                                            | 26 января 1998, № 83     |
| 34  |      | Семенков, Владимир Владимирович     | Пехота                                         | 15 июня 1974 — 27 сентября 2007      | Майкоп, Адыгейская АО, Краснодарский край, РСФСР                                    | Майкоп, Республика Адыгея, Российская Федерация                         | 6 декабря 1996, № 1653   |
| 35  |      | Семёнов, Дмитрий Владимирович       | ВВ МВД                                         | 7 ноября 1971 — 15 июня 2009         | Орджоникидзе, Северо-Осетинская АССР, РСФСР                                         | Назрань, Ингушетия, Российская Федерация                                | 26 декабря 2009          |
| 36  |      | Семёнов, Дмитрий Владимирович       | спецназ ГРУ                                    | 24 октября 1989 — 28 мая 2022        | Тренькасы, Чебоксарский район, Чувашская АССР, РСФСР                                | Харьковская область, Украина                                            |                          |
| 37  |      | Семеренко, Александр Викторович     | Пехота                                         | 2 марта 1958 — 1 января 1995         | Коканкишлак, Избасканский район, Андижанская область, Узбекская ССР                 | Грозный, Чечня, Российская Федерация                                    | 6 мая 1995               |
| 38  |      | Серафимов, Максим Владимирович      | спецназ ГРУ                                    | 8 января 1995 — 27 февраля 2022      | Уфа, Башкортостан                                                                   | Украина                                                                 |                          |
| 39  |      | Сергеев, Александр Алексеевич       | МВД                                            | 28 марта 1955 — 20 июня 1994         | Пенза, РСФСР                                                                        | Пенза, Российская Федерация                                             | 25 ноября 1994           |
| 40  |      | Сергеев, Владимир Борисович         | авиация                                        | род. 23 августа 1964                 | Электросталь, Московская область, РСФСР                                             |                                                                         | 14 октября 2008          |
| 41  |      | Сергеев, Геннадий Николаевич        | Министерство безопасности Российской Федерации | 17 августа 1964 — 4 октября 1993     | Москва, РСФСР                                                                       | Москва, Российская Федерация                                            | 7 октября 1993           |
| 42  |      | Сергеев, Евгений Георгиевич         | спецназ ГРУ                                    | 17 февраля 1956 — 25 апреля 2008     | Полоцк, Витебская область, Белорусская ССР                                          | Рязань, Российская Федерация                                            | 6 мая 2012               |
| 43  |      | Сергеев, Игорь Дмитриевич           | Генералитет                                    | 20 апреля 1938 — 10 ноября 2006      | с. Верхнее, Ворошиловградская область, Украинская ССР                               | Москва, Российская Федерация                                            | 27 октября 1999          |
| 44  |      | Сергун, Игорь Дмитриевич            | Генералитет                                    | 28 марта 1957 — 3 января 2016        | Подольск, Московская область, РСФСР                                                 | Подольск, Московская область, Россия                                    | 2016                     |
| 45  |      | Сердюков, Андрей Николаевич         | ВДВ                                            | род. 4 марта 1962                    | п. Углегорский, Тацинский район, Ростовская область, РСФСР                          |                                                                         | 2020                     |
| 46  |      | Серков, Дмитрий Александрович       | ВВ МВД                                         | 26 сентября 1981 — 2 августа 2007    | Рязань, РСФСР                                                                       | Сергокалинский район, Дагестан, Российская Федерация                    | 11 декабря 2007          |
| 47  |      | Серов, Игорь Евгеньевич             | МВД                                            | 29 июня 1970 — 9 сентября 1999       | с. Митино, Гаврилов-Ямский район, Ярославская область, РСФСР                        | Чабанмахи, Буйнакский район, Дагестан, Российская Федерация             | 30 декабря 1999          |
| 48  |      | Серова, Елена Олеговна              | Лётчик-космонавт                               | род. 22 апреля 1976                  | село Воздвиженка, Приморский край, РСФСР                                            |                                                                         | 15 февраля 2016          |
| 49  |      | Сивко, Вячеслав Владимирович        | Десантные войска                               | род. 19 марта 1954                   | Гатчина, Ленинградская область, РСФСР                                               |                                                                         | 29 мая 1995              |
| 50  |      | Сидоренко, Лев Георгиевич           | Конструктор                                    | род. 20 сентября 1948                | Черноручье, Приморский край, РСФСР                                                  |                                                                         | 2018                     |
| 51  |      | Сидоров, Роман Викторович           | Пехота                                         | 14 февраля 1977 — 14 августа 1999    | Новосибирск, РСФСР                                                                  | у с. Тандо, Дагестан, Российская Федерация                              | 9 сентября 1999          |
| 52  |      | Сидоров, Юрий Михайлович            | Бронетанковые войска                           | 9 августа 1971 — 1 января 1995       | с. Шпаковская, Шпаковский район, Ставропольский край, РСФСР                         | Грозный, Чечня, Российская Федерация                                    | 20 июля 1996             |
| 53  |      | Сизов, Илья Андреевич               | авиация                                        | род. 17 августа 1985                 | Кинешма, Ивановская область, РСФСР                                                  |                                                                         |                          |
| 54  |      | Сизоненко, Евгений Николаевич       | авиация                                        | 4 марта 1964 — 29 ноября 1999        | Лиски, Воронежская область, РСФСР                                                   | Владикавказ, Северная Осетия — Алания, Российская Федерация             | 28 июня 2000             |
| 55  |      | Силин, Александр Валентинович       | Артиллерия                                     | род. 28 января 1962                  | Коломна, Московская область, РСФСР                                                  |                                                                         | 13 февраля 1995          |
| 56  |      | Симонов, Михаил Петрович            | Конструктор                                    | 19 октября 1929 — 4 марта 2011       | Ростов-на-Дону, РСФСР                                                               | Москва, Российская Федерация                                            | 25 сентября 1999, № 1286 |
| 57  |      | Синельник, Александр Владимирович   | Бронетанковые войска                           | 5 апреля 1966 — 21 февраля 1995      | Вентспилс, Латвийская ССР                                                           | Грозный, Российская Федерация                                           | 13 октября 1995          |
| 58  |      | Синицын, Андрей Александрович       | авиация                                        | род. 14 июня 1949                    | Москва, РСФСР                                                                       |                                                                         | 2 мая 1996, № 635        |
| 59  |      | Синявский, Максим Викторович        | Силы специальных операций                      | род. 4 апреля 1980                   |                                                                                     |                                                                         |                          |
| 60  |      | Сиразетдинов, Тимур Галлиевич       | ФСИН                                           | 20 января 1969 — 10 марта 2000       | Ленинград, РСФСР                                                                    | с. Комсомольское, Чечня, Российская Федерация                           | 29 августа 2000, № 1597  |
| 61  |      | Ситкин, Константин Васильевич       | Пехота                                         | 13 июля 1975 — 18 января 2000        | Новотроицк, Оренбургская область, РСФСР                                             | Грозный, Чечня, Российская Федерация                                    | 12 апреля 2000           |
| 62  |      | Ситников, Алексей Сергеевич         | ВВ МВД                                         | 26 июня 1986 — 16 сентября 2009      | Покров, Владимирская область, РСФСР                                                 | Каспийск, Дагестан, Российская Федерация                                | 10 февраля 2010          |
| 63  |      | Ситников, Николай Юрьевич           | ВВ МВД                                         | 2 января 1974 — 3 октября 1993       | Маслянино, Новосибирская область, РСФСР                                             | Москва, Российская Федерация                                            | 7 октября 1993           |
| 64  |      | Скакуновский, Денис Олегович        | Десантные войска                               | род. 4 февраля 1995                  |                                                                                     |                                                                         |                          |
| 65  |      | Скворцов, Александр Александрович   | Лётчик-космонавт                               | род. 6 мая 1966                      | Щёлково, Московская область, РСФСР                                                  |                                                                         | 12 апреля 2011, № 433    |
| 66  |      | Скворцов, Алексей Васильевич        | МВД                                            | 5 сентября 1974 — 7 марта 1996       | Нижнее Ольшанское, Должанский район, Орловская область, РСФСР                       | Грозный, Чечня, Российская Федерация                                    | 6 сентября 1996          |
| 67  |      | Скороходов, Валерий Александрович   | спецназ ГРУ                                    | род. 16 сентября 1972                | Елец, Липецкая область, РСФСР                                                       |                                                                         | 15 мая 1996              |
| 68  |      | Скрипников, Илья Николаевич         | авиация                                        | 2 августа 1962 — 18 февраля 2000     | Ухта, Коми АССР, РСФСР                                                              | Аргунское ущелье, Чечня, Российская Федерация                           | 25 мая 2000              |
| 69  |      | Скрипочка, Олег Иванович            | Лётчик-космонавт                               | род. 24 декабря 1969                 | Невинномысск, Ставропольский край, РСФСР                                            |                                                                         | 12 апреля 2011, № 432    |
| 70  |      | Скрыпник, Николай Васильевич        | ВВ МВД                                         | 26 января 1944 — 11 июля 1996        | ст. Калининская, Калининский район, Краснодарский край, РСФСР                       | Владикавказ, Северная Осетия — Алания, Российская Федерация             | 18 ноября 1996           |
| 71  |      | Скрябин, Андрей Николаевич          | ФСБ                                            | 16 января 1976 — 15 января 2005      | пос. Анджиевский, Минераловодский район, Ставропольский край, РСФСР                 | Махачкала, Дагестан, Российская Федерация                               | 29 января 2005           |
| 72  |      | Сластен, Валерий Семёнович          | ВМФ                                            | род. 1 сентября 1947                 | Русская Поляна, Омская область, РСФСР                                               |                                                                         | 15 сентября 1995         |
| 73  |      | Слинкин, Дмитрий Борисович          | МВД                                            | 9 февраля 1964 — 24 июня 1995        | Свердловск, РСФСР                                                                   | Грозный, Чечня, Российская Федерация                                    | 12 мая 1996              |
| 74  |      | Слока, Виктор Карлович              | Конструктор                                    | 20 февраля 1932 — 13 декабря 2018    | Москва, РСФСР                                                                       | Москва, Российская Федерация                                            | 28 декабря 1996          |
| 75  |      | Смирнов, Александр Иванович         | авиация                                        | 23 февраля 1920 — 31 июля 2009       | селе Малеево, Калужская губерния, РСФСР                                             | Москва, Российская Федерация                                            | 27 марта 1996, № 428     |
| 76  |      | Смирнов, Георгий Семёнович          | авиация                                        | 23 апреля 1914 — 9 ноября 1941       | с. Албай, Мамадышский уезд, Казанская губерния, Российская империя                  | Ворошиловск, Орджоникидзевский край, РСФСР                              | 8 марта 2008             |
| 77  |      | Смирнов, Игорь Сергеевич            | Пехота                                         | 27 мая 1981 — 9 сентября 2022        | Кумзеро, Харовский район, Вологодская область, РСФСР                                | Изюмский район, Харьковская область, Украина                            | 19 декабря 2022          |
| 78  |      | Смирнов, Николай Валерьевич         | ФПС                                            | 30 января 1967 — 18 августа 1994     | Кашмаши, Моргаушский район, Чувашская АССР, РСФСР                                   | Таджикистан                                                             | 3 октября 1994, № 1965   |
| 79  |      | Смирнов, Сергей Олегович            | Десантные войска                               | 21 апреля 1965 — 4 октября 1993      | Владимир, РСФСР                                                                     | Москва, Российская Федерация                                            | 7 октября 1993, № 1605   |
| 80  |      | Сниткин, Сергей Владимирович        | МВД                                            | 27 марта 1970 — 10 сентября 1999     | Омск, РСФСР                                                                         | Карамахи, Буйнакский район, Дагестан, Российская Федерация              | 30 декабря 1999          |
| 81  |      | Совгиренко, Андрей Викторович       | авиация                                        | 16 марта 1966 — 13 декабря 1999      | Киев, Украинская ССР                                                                | Аргунское ущелье, Чечня, Российская Федерация                           | 5 июня 2000              |
| 82  |      | Соколов, Александр Игоревич         | спецназ ГРУ                                    | 16 января 2000 — 27 февраля 2022     | Кириши, Ленинградская область                                                       | Харьков, Украина                                                        |                          |
| 83  |      | Соколов, Роман Владимирович         | Десантные войска                               | 16 февраля 1972 — 1 марта 2000       | Рязань, РСФСР                                                                       | высота 776, Чечня, Российская Федерация                                 | 12 марта 2000            |
| 84  |      | Соколов, Сергей Александрович       | авиация                                        | род. 7 января 1959                   | Тула, РСФСР                                                                         |                                                                         | 13 марта 1995, № 265     |
| 85  |      | Соколовский, Андрей Андреевич       | спецназ ГРУ                                    | 1 сентября 1993 — 29 мая 2022        | Тогузак, Комсомольский район, Кустанайская область, Казахстан                       | Яровая, Донецкая область, Украина                                       |                          |
| 86  |      | Солдатенков, Андрей Николаевич      | авиация                                        | род. 29 июня 1954                    | Чита, РСФСР                                                                         |                                                                         | 28 апреля 2000           |
| 87  |      | Солнечников, Сергей Александрович   | Войска связи                                   | 19 августа 1980 — 28 марта 2012      | Потсдам, ГДР                                                                        | Амурская область, Российская Федерация                                  | 3 апреля 2012            |
| 88  |      | Соловьев, Андрей Николаевич         | Войска РХБЗ                                    | род. 16 сентября 1991                | Ровно, Украинская ССР                                                               |                                                                         |                          |
| 89  |      | Соловьёв, Дмитрий Александрович     | ВМФ                                            | 3 февраля 1982 — 1 июля 2019         | Почеп, Брянская область, РСФСР                                                      | Баренцево море                                                          | 4 июля 2019              |
| 90  |      | Соловьёв, Игорь Петрович            | ФСБ                                            | род. 20 июня 1966                    | Катон-Карагай, Большенарымский район, Восточно-Казахстанская область, Казахская ССР |                                                                         | 7 марта 2006             |
| 91  |      | Соломатин, Александр Викторович     | Пехота                                         | 23 июня 1977 — 1 декабря 1999        | Ленинград, РСФСР                                                                    | Первомайское, Веденский район, Российская Федерация                     | 21 февраля 2000          |
| 92  |      | Сомов, Константин Юрьевич           | ВМФ                                            | 20 июля 1970 — 1 июля 2019           | Поти, Грузинская ССР, СССР                                                          | Баренцево море                                                          | 4 июля 2019              |
| 93  |      | Сомов, Сергей Алексеевич            | авиация                                        | 15 ноября 1920 — 20 мая 2011         | с. Зобово, Шарлыкский район, Оренбургская губерния, РСФСР                           | Москва, Российская Федерация                                            | 27 марта 1996, № 428     |
| 94  |      | Сороговец, Александр Владимирович   | Пехота                                         | 7 мая 1971 — 15 марта 1995           | Ташкент, Узбекская ССР                                                              | Новые Атаги, Шалинский район, Чечня, Российская Федерация               | 21 января 1997           |
| 95  |      | Сорокин, Денис Михайлович           | Десантные войска                               | 14 ноября 1982 — 19 марта 2022       | Волжский,Волгоградская область, РСФСР                                               | Мелитополь, Запорожская область, Украина                                |                          |
| 96  |      | Сорокин, Олег Геннадьевич           | Пехота                                         | 16 января 1995 — 26 марта 2022       | Мамадыш, Татарстан, Российская Федерация                                            | Харьковская область, Украина                                            |                          |
| 97  |      | Сорокин, Юрий Валерьевич            | ВВ МВД                                         | род. 7 ноября 1972                   | Майли-Сай, Джалал-Абадская область, Киргизская ССР                                  |                                                                         | 22 марта 2003            |
| 98  |      | Спасский, Игорь Дмитриевич          | Конструктор                                    | род. 2 августа 1926                  | Богородск, Московская губерния, РСФСР                                               |                                                                         | 23 апреля 2018           |
| 99  |      | Спесивцев, Алексей Александрович    | Бронетанковые войска                           |                                      |                                                                                     |                                                                         |                          |
| 100 |      | Спиридонов, Роман Вадимович         | Десантные войска                               | род. 19 апреля 1973                  | Алма-Ата, Казахская ССР                                                             |                                                                         |                          |
| 101 |      | Спирин, Андрей Александрович        | Пехота                                         | 29 апреля 1983 — 13 июня 2022        | Обнинск, Калужская область, РСФСР                                                   | Украина                                                                 |                          |
| 102 |      | Спичка, Олег Леонидович             | авиация                                        | 14 марта 1972 — 23 июня 2011         | Тбилиси, Грузинская ССР                                                             | Ахтубинский район, Астраханская область, Российская Федерация           |                          |
| 103 |      | Споняков, Илья Дмитриевич           | Десантные войска                               |                                      | Ростов-на-Дону                                                                      |                                                                         |                          |
| 104 |      | Справцев, Сергей Валентинович       | ВМФ                                            | 29 августа 1958 — 23 августа 2010    | Соловецкие острова, Архангельская область, РСФСР                                    | Выборг, Ленинградская область, Российская Федерация                     |                          |
| 105 |      | Ставицкий, Юрий Иванович            | ФПС                                            | род. 13 июля 1953                    | пос. Комсомольск, Евпаторийский район, Крымская область, РСФСР                      |                                                                         |                          |
| 106 |      | Станкевич, Игорь Валентинович       | Пехота                                         | род. 31 августа 1958                 | Нижний Тагил, Свердловская область, РСФСР                                           |                                                                         |                          |
| 107 |      | Старовойтов, Александр Владимирович | Конструктор                                    | 18 октября 1940 — 17 июля 2021       | Балашов Саратовская область, РСФСР                                                  |                                                                         |                          |
| 108 |      | Старостин, Антон Игоревич           | Морская пехота                                 | род. 20 октября 1995                 | Калининград, Российская Федерация                                                   |                                                                         |                          |
| 109 |      | Старчков, Александр Иванович        | Пехота                                         | 29 ноября 2000 — 30 апреля 2022      | Ялушево, Алатырский район, Чувашская республика                                     | Диброво, Украина                                                        |                          |
| 110 |      | Стволов, Сергей Николаевич          | Пехота                                         | 9 марта 1964 — 14 октября 2001       | г. Первоуральск, Свердловская область, РСФСР                                        | около г. Владикавказ, Северная Осетия — Алания, Российская Федерация    |                          |
| 111 |      | Степанов, Владимир Филиппович       | авиация                                        | род. 25 марта 1963                   | станица Федоровская, Абинский район, Краснодарский край, РСФСР                      |                                                                         | 18 апреля 1994, № 796    |
| 112 |      | Стержантов, Александр Линович       | ВВ МВД                                         | род. 15 февраля 1957                 | Куйбышев, РСФСР                                                                     |                                                                         |                          |
| 113 |      | Стефанов, Александр Иванович        | Десантные войска                               | 14 сентября 1981 — 31 мая 2022       | Болхов, Орловская область, РСФСР                                                    | Украина                                                                 |                          |
| 114 |      | Стефанов, Максим Анатольевич        | авиация                                        | род. 19 декабря 1968                 | Моздок, Северо-Осетинская АССР, РСФСР                                               |                                                                         |                          |
| 115 |      | Стовба, Валерий Станиславович       | ФПС                                            | 3 января 1966 год — 29 сентября 1996 | село Кара-Чок, Гвардейский район, Алма-Атинская область, Казахская ССР              | Горно-Бадахшанская автономная область, Таджикистан                      |                          |
| 116 |      | Сторожук, Олег Викторович           | авиация                                        | род. 28 июля 1964                    | Росток, ГДР                                                                         |                                                                         | [ 14 ]                   |
| 117 |      | Стрекаловский, Михаил Михайлович    | Пехота                                         | 4 февраля 1914 — 29 июня 1989        | в I Оспёхском наслеге, Якутская область, Российская империя                         | с. Онёр, Усть-Алданский улус, Якутская АССР, РСФСР                      | 27 марта 1996, № 428     |
| 118 |      | Стыцина, Александр Михайлович       | Пехота                                         | 23 декабря 1950 — 18 января 1996     | Дзауджикау, Северо-Осетинская АССР, РСФСР                                           | село Первомайское, Хасавюртовский район, Дагестан, Российская Федерация |                          |
| 119 |      | Сугаков, Анатолий Иванович          | ВМФ                                            | 1 апреля 1950 — 5 ноября 2018        | село Кашино, Алейский район, Алтайский край, РСФСР                                  | Санкт-Петербург                                                         |                          |
| 120 |      | Сукуев, Виталий Владимирович        | Десантные войска                               | 6 июня 1979 — 28 сентября 2022       | Нижний Бургалтай, Джидинский район, Бурятская АССР, РСФСР                           | Херсонская область, Украина                                             |                          |
| 121 |      | Сулейманов, Мухтар Саадулович       | ФПС                                            | 12 июня 1980 — 28 февраля 2004       | Бежта, Цунтинский район, Дагестанская АССР, РСФСР,                                  | у заставы «Бежта», Цунтинский район, Дагестан, Российская Федерация     |                          |
| 122 |      | Сулименко, Юрий Геннадьевич         | Бронетанковые войска                           | род. 20 апреля 1971                  | Рудногорск, Нижнеилимский район, Иркутская область, РСФСР                           |                                                                         |                          |
| 123 |      | Султангабиев, Серик Газисович       | ВВ МВД                                         | род. 25 ноября 1972                  | село Введенка, Боровской район, Кустанайская область, Казахская ССР                 |                                                                         |                          |
| 124 |      | Султанов, Арслан Булатович          | Десантные войска                               | род. 25 декабря 1999                 | Новоузенск, Саратовская область                                                     |                                                                         |                          |
| 125 |      | Сумарокова, Татьяна Николаевна      | авиация                                        | 16 сентября 1922 — 28 мая 1997       | Москва, РСФСР                                                                       | Москва, Российская Федерация                                            | 11 октября 1995, № 1036  |
| 126 |      | Супаков, Евгений Андреевич          | Десантные войска                               |                                      |                                                                                     |                                                                         |                          |
| 127 |      | Супонинский, Александр Анатольевич  | Десантные войска                               | род. 3 апреля 1978                   | с. Шешминка, Черемшанский район, Татарская АССР, РСФСР                              |                                                                         |                          |
| 128 |      | Сураев, Максим Викторович           | Лётчик-космонавт                               | род. 24 мая 1972                     | Челябинск, РСФСР                                                                    |                                                                         | 30 октября 2010, № 1310  |
| 129 |      | Сурков, Константин Александрович    | ВМФ                                            | род. 30 июля 1960                    | Уфа, Башкирская АССР, РСФСР                                                         |                                                                         |                          |
| 130 |      | Суровикин, Сергей Владимирович      | Генералитет                                    | род. 11 октября 1966                 | Новосибирск, РСФСР                                                                  |                                                                         | 8 декабря 2017           |
| 131 |      | Суханов, Игорь Анатольевич          | спецназ ГРУ                                    | 26 ноября 1990 — 4 июня 2023         | Белоусово, Вытегорский район, Вологодская область, РСФСР                            | Новая Таволжанка, Шебекинский район, Белгородская область               | 18 сентября 2023         |
| 132 |      | Сухарев Сергей Владимирович         | Десантные войска                               | 13 марта 1981 — 15 марта 2022        | Ермишинский район, Рязанская область, РСФСР                                         | Украина                                                                 |                          |
| 133 |      | Сущенко, Сергей Александрович       | ФПС                                            | 28 апреля 1973 — 13 июля 1993        | Далматово, Курганская область, РСФСР                                                | у кишлака Сари-гор, Шурабадский район, Хатлонская область, Таджикистан  | 19 июля 1993, № 1050     |
| 134 |      | Сычёв, Александр Николаевич         | Десантные войска                               | погиб в 2023                         |                                                                                     | Украина                                                                 |                          |
| 135 |      | Сюткин, Павел Павлович              | Артиллерия                                     | род. 19 июня 1922                    | д. Заполена, Вятская губерния, РСФСР                                                |                                                                         |                          |